# Still (Bas-Rhin)
Still ist eine französische Gemeinde mit 1806 Einwohnern (Stand 1. Januar 2021) im Département Bas-Rhin in der Region Grand Est (bis 2015 Elsass), nahe bei Dinsheim-sur-Bruche und Gresswiller in einem nördlichen Seitental des Breuschtals.
Still ist ein Haufendorf, das hauptsächlich von Ackerland umgeben ist. Sämtliche Bäche des Ortes vereinigen sich zum Stillbach, der an der östlichen Seite des Dorfes vorbeifließt. Durch den Ort führt die Départementsstraße D 118. Die Entfernung nach Molsheim, Sitz der östlich gelegenen Unterpräfektur, beträgt etwa sieben Kilometer.

## Bevölkerungsentwicklung
| Jahr      | 1962 | 1968 | 1975 | 1982 | 1990 | 1999 | 2005 | 2017 |
| Einwohner | 1104 | 1150 | 1147 | 1289 | 1314 | 1514 | 1760 | 1809 |

## Sehenswürdigkeiten
Die katholische Kirche Saint-Mathias wurde im 19. Jahrhundert erbaut und enthält ein gotisches Taufbecken aus dem 15. Jahrhundert, das als Monument historique eingetragen ist. Sie wurde im Jahr 2008 renoviert.
Das L’Institut des Aveugles, das 1895 gegründete Blindeninstitut, war eine Einrichtung zur Bildung und Erziehung von blinden oder sehbehinderten Kindern und Jugendlichen. Heute sind in dieser Einrichtung Erwachsene untergebracht.

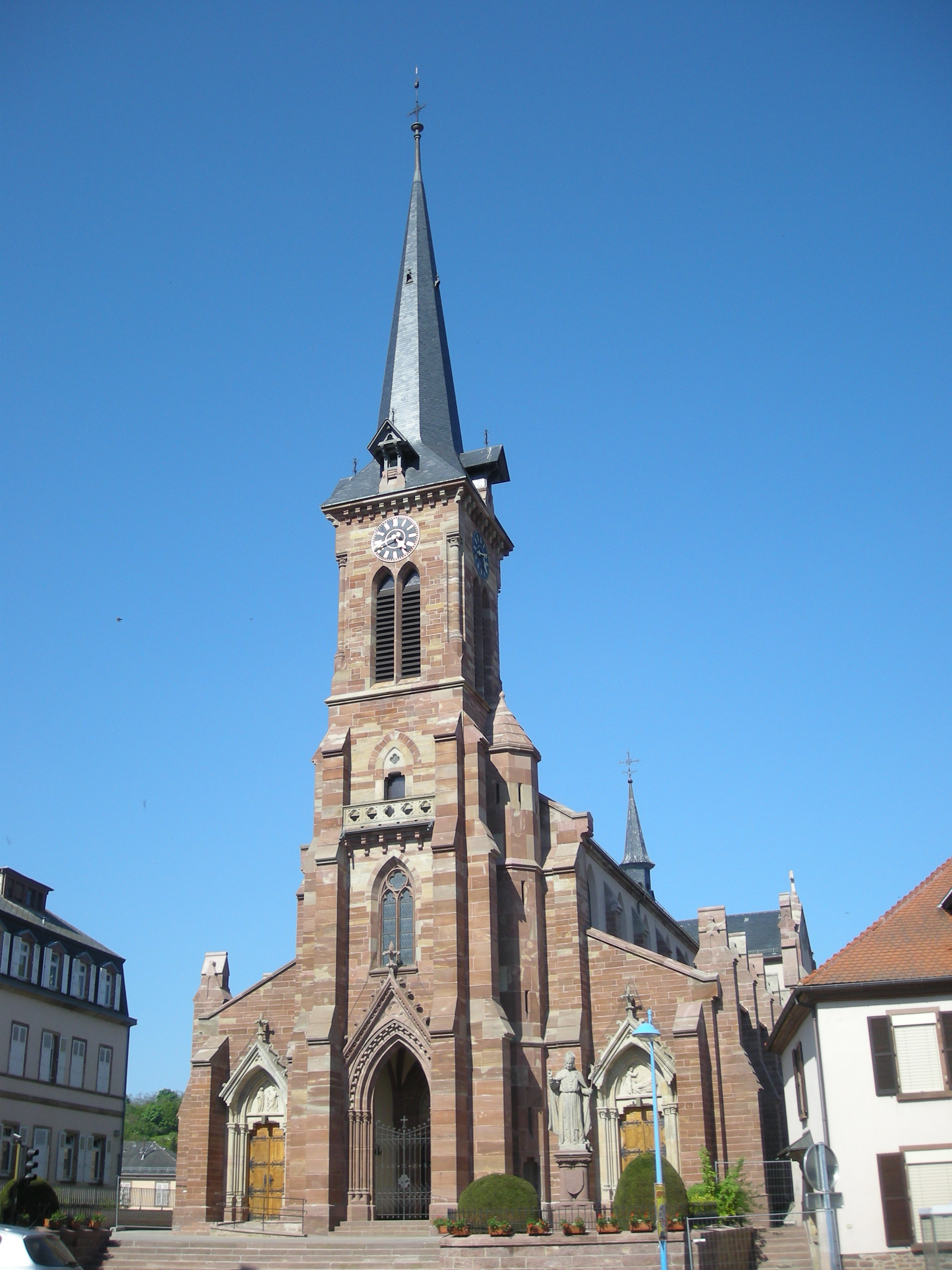
Kirche St. Mathias
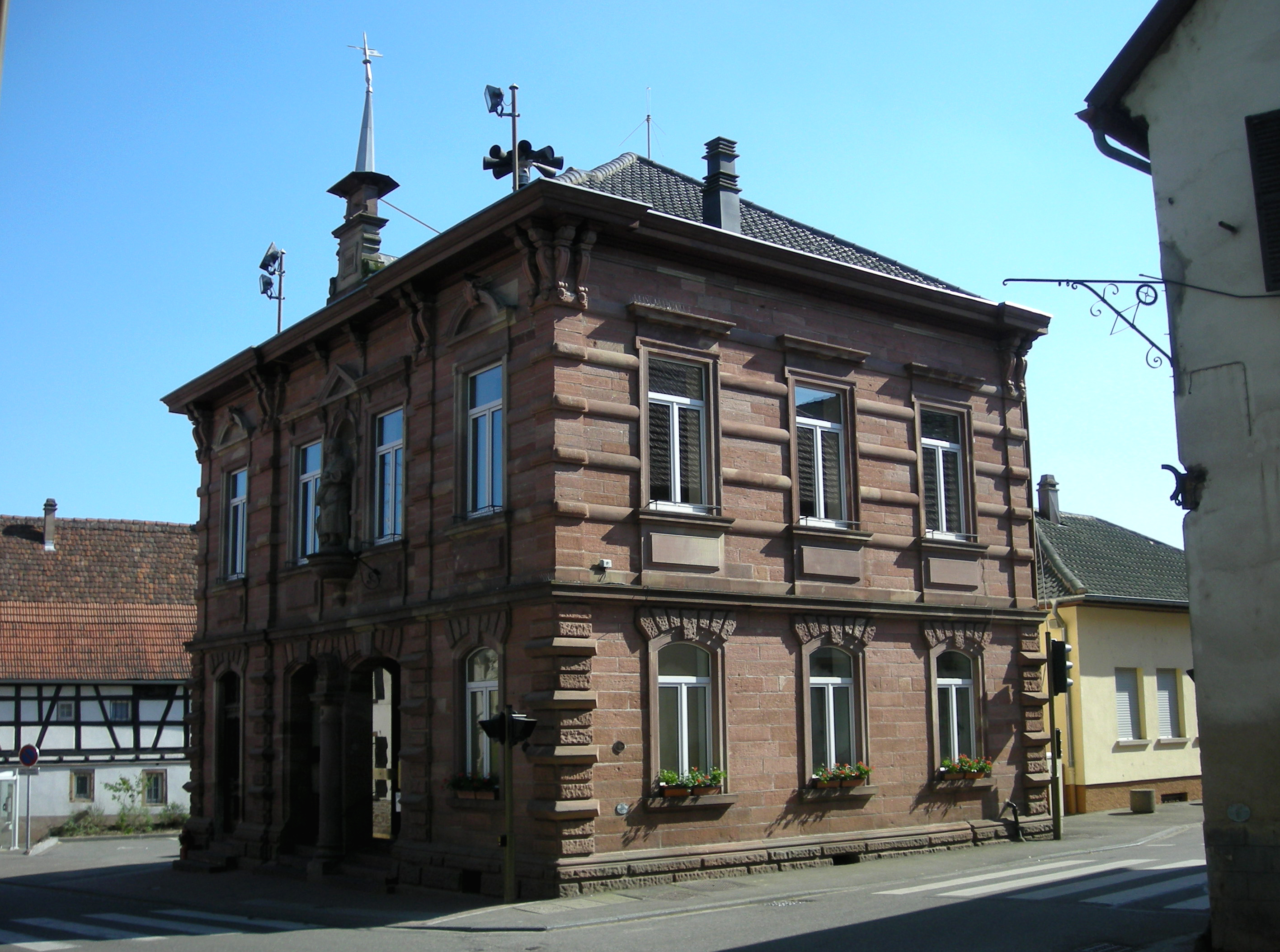
Rathaus
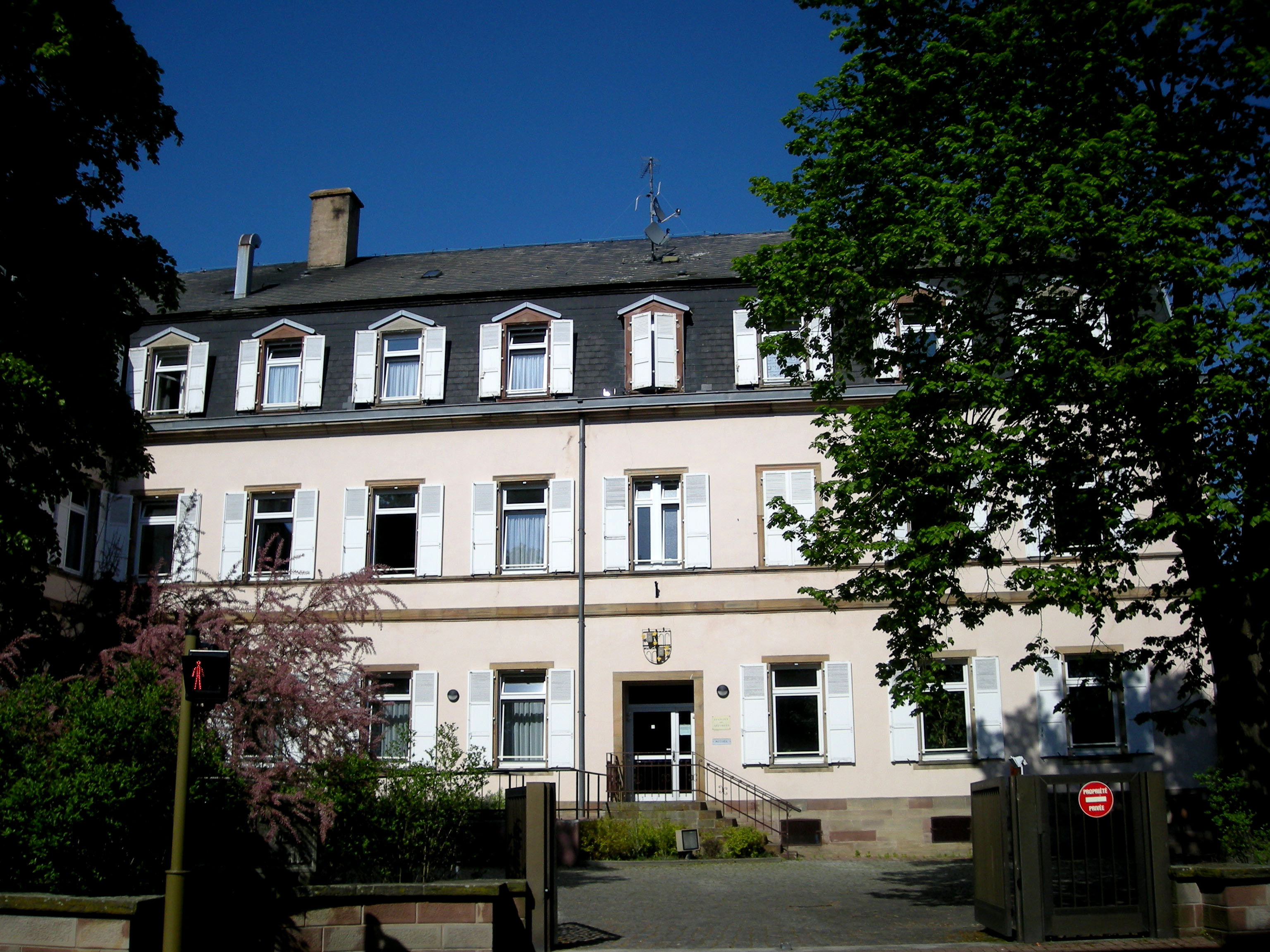
Blinden-Institut

## Gemeindepartnerschaften
Partnergemeinde von Still ist Oberwolfach in Baden-Württemberg.